# Diana Dondoe
Diana Dondoe (Craiova, 22 dicembre 1982) è una modella rumena.

## Carriera
Scoperta a Bucarest, da Giani Portmann, un agente di moda rumeno debutta sulle passerelle nel 2002 sfilando nel per diversi stilisti come Prada a Milano e Balenciaga, Yoichi Nagasawa, Paco Rabanne e Sonia Rykiel a Parigi. Nel 2003 la modella ottiene la sua prima copertina, comparendo sull'edizione francese di Vogue nel mese di novembre, ed il mese successivo sull'edizione giapponese della rivista.
Nello stesso anno moltiplica le sfilate, lavorando per Alberta Ferretti, Alessandro Dell'Acqua, Anna Molinari, Balenciaga, Calvin Klein, Chloé, Clements Ribeiro, Costume National, Emanuel Ungaro, Emma Cook, Gibo, Givenchy, Hamish Morrow, Helmut Lang, Julien McDonald, Marni, Martine Sitbon, Max Mara, Missoni, Miu Miu, Moschino, Nicole Farhi, Prada, Pucci, Rick Owens, Roland Mouret, Sonia Rykiel, Sophia Kokosalaki e molti altri.
Dal 2002 al 2010 ha sfilato per tutte le più importanti case di moda al mondo: Louis Vuitton, Chanel, Valentino, Yves Saint Laurent, Oscar de la Renta, Hermès, Dolce & Gabbana, Roberto Cavalli, Jean Paul Gaultier, Marc Jacobs, Lanvin, Gucci, Ralph Lauren, Salvatore Ferragamo, Zac Posen, Gianni Versace, Donna Karan, Fendi, Christian Dior, Max Mara solo per citarne alcune.
È comparsa sulle copertine di Vogue (edizioni francesi, America, giapponesi, italiane e spagnole), Gioia, Dazed, Flair e Cover, ed è stata testimonial per Boucheron, Prada, Miu Miu, Emilio Pucci, Balenciaga, Céline, Chanel, Donna Karan, Costume national, Jean-Paul Gaultier, Emanuel Ungaro, Evian, Ermanno Scervino, Les Copains, Gap, H&M, La Perla Cruise, Nina Ricci, Oscar de la Renta, Pepe Jeans, Rolex e Trussardi fra gli altri.
Nel 2005 è una delle protagoniste del celebre calendario Pirelli, quell'anno ambientato a Rio de Janeiro e realizzato in bianco e nero dal fotografo francese Patrick Demarchelier.
Nel 2009 interpreta se stessa nel documentario Picture Me: A Model's Diary diretto da Ole Schell e co-diretto da Sara Ziff, film ambientato nel mondo della moda.

## Agenzie
- Louisa Models
- Fotogen Model Agency
- PS Model Management
- Why Not Model Agency
- 1st Option Model Management
- IMG Models - New York
- Satoru Japan Inc
- MY Model Management